# خافيير ألفاريز (راكب الكنو)
خافيير ألفاريز (بالإسبانية: Javier Álvarez)‏ هو راكب الكنو إسباني، ولد في 7 سبتمبر 1967.

## وصلات خارجية
- خافيير ألفاريز على موقع اللجنة الأولمبية الدولية (الإنجليزية)
- خافيير ألفاريز على موقع أوليمبيديا (الإنجليزية)
- خافيير ألفاريز على موقع اللجنة الأولمبية الإسبانية (الإسبانية)